# Remix: Fly Me to the Moon
Remix: Fly Me to the Moon è il secondo singolo in lingua inglese (il settimo in totale) della cantante giapponese Utada Hikaru pubblicato il 10 maggio 2000, e contenente quattro remix della sua cover di Fly Me to the Moon. Il singolo è stato ripubblicato nel 2007 per promuovere l'uscita del film d'animazione Evangelion 1.0, come lato B del singolo Beautiful World/Kiss & Cry.

## Tracce
CD singolo TOJT-4211
Lato A
1. Fly Me to the Moon (Mike Brown Remix) - 5:52
2. Fly Me to the Moon (James McQuade Remix) - 3:54

Lato B
1. Fly Me to the Moon (VC2's Club Mix) - 5:57
2. Fly Me to the Moon (Bob Allecca Remix) - 4:30

## Classifiche
| Classifica (2000) | Posizione maggiore |
| ----------------- | ------------------ |
| Giappone          | 16                 |